# Nathan Rees
Nathan Rees  (nascido em 12 de fevereiro de 1968), é um ex-político australiano, 41º primeiro-ministro de Nova Gales do Sul e líder parlamentar da divisão de Nova Gales do Sul do Partido Trabalhista de setembro de 2008 a dezembro de 2009. Rees era membro do da Assembleia Legislativa Nova Gales do Sul de 2007 a 2015.